# Серруто, Оскар
Оскар Серруто Кольер (исп. Óscar Cerruto Collier; 13 июня 1912 — 10 апреля 1981) — боливийский поэт, прозаик (романист, автор рассказов и новелл), журналист и дипломат. Считается одним из крупнейших писателей Боливии XX века, поднимавшим в своём творчестве остросоциальные вопросы.
Автор социального романа «Огненный поток» (1935); сборника рассказов «В окружении теней» (1958); сборников стихов «Вензель из роз и семь кувшинов» (1957), «Одинокая звезда» (1973). Его стихи отличаются яркой метафоричностью. Наследие автора также включает в себя журналистские очерки, литературную критику, газетные статьи и работы по испанской грамматике.

## Биография
Серруто родился в городе Ла-Пас в 1912 году в знатной семье итальянско-английского происхождения с консервативными и патриархальными порядками.
В 1918 году был направлен в лучшую государственную школу в стране. Написал своё первое стихотворение в возрасте 8 лет (о собаке, сбитой машиной), но оно не понравилось отцу, из-за чеого Оскар Серруто не писал стихов до 14 лет. Тогда он поселился со своей тетёй и её мужем-британцем, познакомившись с миром испанской и английской классической литературы.
Начал писать стихи о социальном неравенстве, от которого страдает рабочий класс Боливии. Уже в 1926 году, в 15-летнем возрасте, он начал писать статьи против властей и церкви в левое издание Bandera Roja. Влияние газеты было таким, что правительство предложило закрыть её и отправить её сотрудников в тюрьму, и Серруто едва удалось спастись. Так он вошёл в боливийскую политику не только как обозреватель, но и как активист.
Он публиковал стихи в La Razón, а его идеи, возможно, были слишком новаторскими для своего времени и подверглись критике со стороны известного боливийского писателя Карлоса Корнехо; в дискуссию вступили многие боливийские писатели и интеллектуалы.
Как находящийся под влиянием марксизма активист, Серруто был отправлен в тюрьму по обвинению в заговоре против государственной безопасности в 1928 году. В 1930 году он окончил школу и поступил на юридический факультет, как того и желал его отец, но последний вскоре умер, и Серруто бросил учёбу там. Он продолжал публиковать стихи, рассказы и статьи по литературе в La Razón и El Diario. В 1931 году его брат Луис Эриберто Серруто покончил жизнь самоубийством.
В том же году Серруто начал работать на боливийской дипломатической службе и был направлен в Арику (Чили), где выиграл литературный конкурс в Чили, что открыло ему двери в чилийскую интеллектуальную среду, где он установил новые дружеские отношения с Висенте Уидобро и Пабло Нерудой.
Во время Чакской войны между Боливией и Парагваем Серруто был призван, но избежал мобилизации как консул за рубежом. В ответ на войну он написал «Огненный поток», который в настоящее время считается самым важным военным романом Боливии и одной из величайших книг, когда-либо написанных в этой стране. Он был опубликован в Чили в 1935 году и повествует о боливийской драме во время войны в Чако с точки зрения марксистских и социалистических идей, показывая, таким образом, не один, а два конфликта: один межгосударственный, а второй классовый — элиты против коренных народов, рабочих и левой интеллигенции.
Он жил в Сантьяго до 1937 года, когда он переехал в Буэнос-Айрес и работал в La Nación. С 1942 по 1946 год он работал в посольстве Боливии в Аргентине. Во время его пребывания в стране его политические и литературные взгляды радикально изменились, настолько, что многие из его рассказов, опубликованных в Буэнос-Айресе, посвящены повседневной жизни боливийской верхушки.
В 1946 вернулся в Боливию, где по-прежнему состоял на боливийской дипломатической службе и женился на Марине Луне де Ороско в 1950 году. В 1957 году посвятил стихи новорождённой дочери и только спустя почти два десятилетия опубликовал свой второй крупный сборник стихов в Буэнос-Айресе в 1975 году.
В эти годы его творческие силы в основном были посвящены истории страны, и он получил признание на национальном и международном уровне: в 1960 году он отправился в Вашингтон, в 1963 году итальянское правительство удостоило его наградой за культурный вклад, в 1969 году правительство Боливии вручило медаль за заслуги (за вклад в боливийскую культуру), а в 1972 году Венесуэла наградила медалью Андреаса Бельо.
В 1952—1957 годах выпускал газету El Diario de La Paz, в 1958—1961 годах был директором газеты Última Hora в Ла-Пасе. Помимо журналистики, занимал важные посты в Министерстве иностранных дел Боливии. В 1966—1968 годах он был послом Боливии в Уругвае. В 1973 году он был избран членом Боливийской академии языка. С 1968 по 1976 год он попрощался со своей дипломатической карьерой и посвятил время чтению и писательству. В 1976 году он возобновил работу на дипломатической службе и основал Академию дипломатии Министерства иностранных дел, которой руководил до 1980 года.